# Fort de Navagne
 (avril 2022).
Le fort de Navagne, également appelé  Elvenschans, était une forteresse royale à Mouland dans l'actuelle commune de Fourons en Belgique. Le fort avait une position stratégique sur la  Meuse. Il a servi de base espagnole pour le siège de Maestricht au XVIIe siècle et a été utilisé au XVIIIe siècle pour percevoir les péages sur la Meuse.

## Histoire

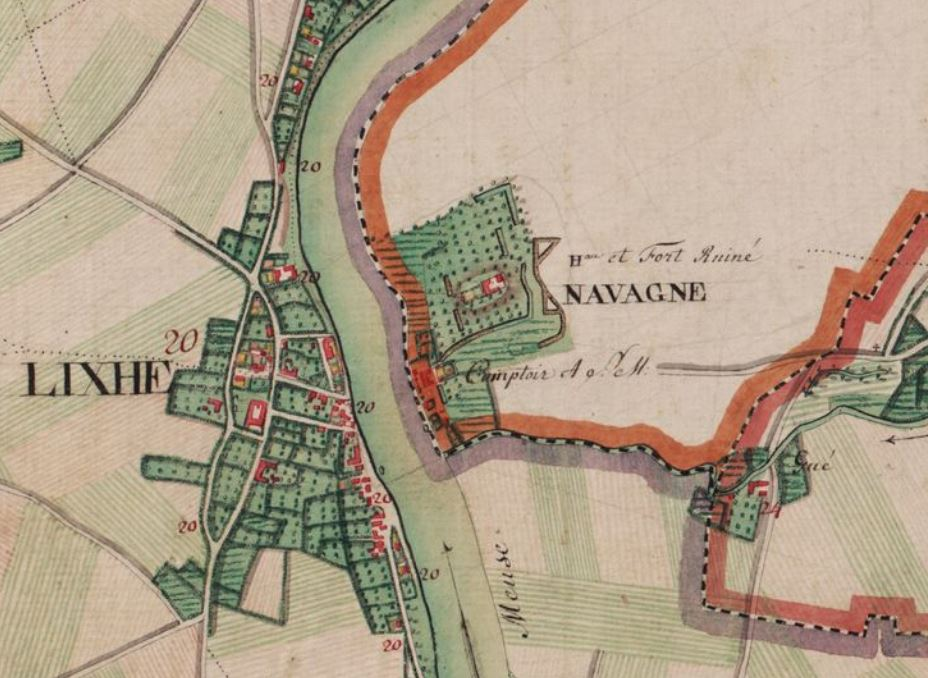
Fort et poste de péage sur le plan Ferraris, 1777.

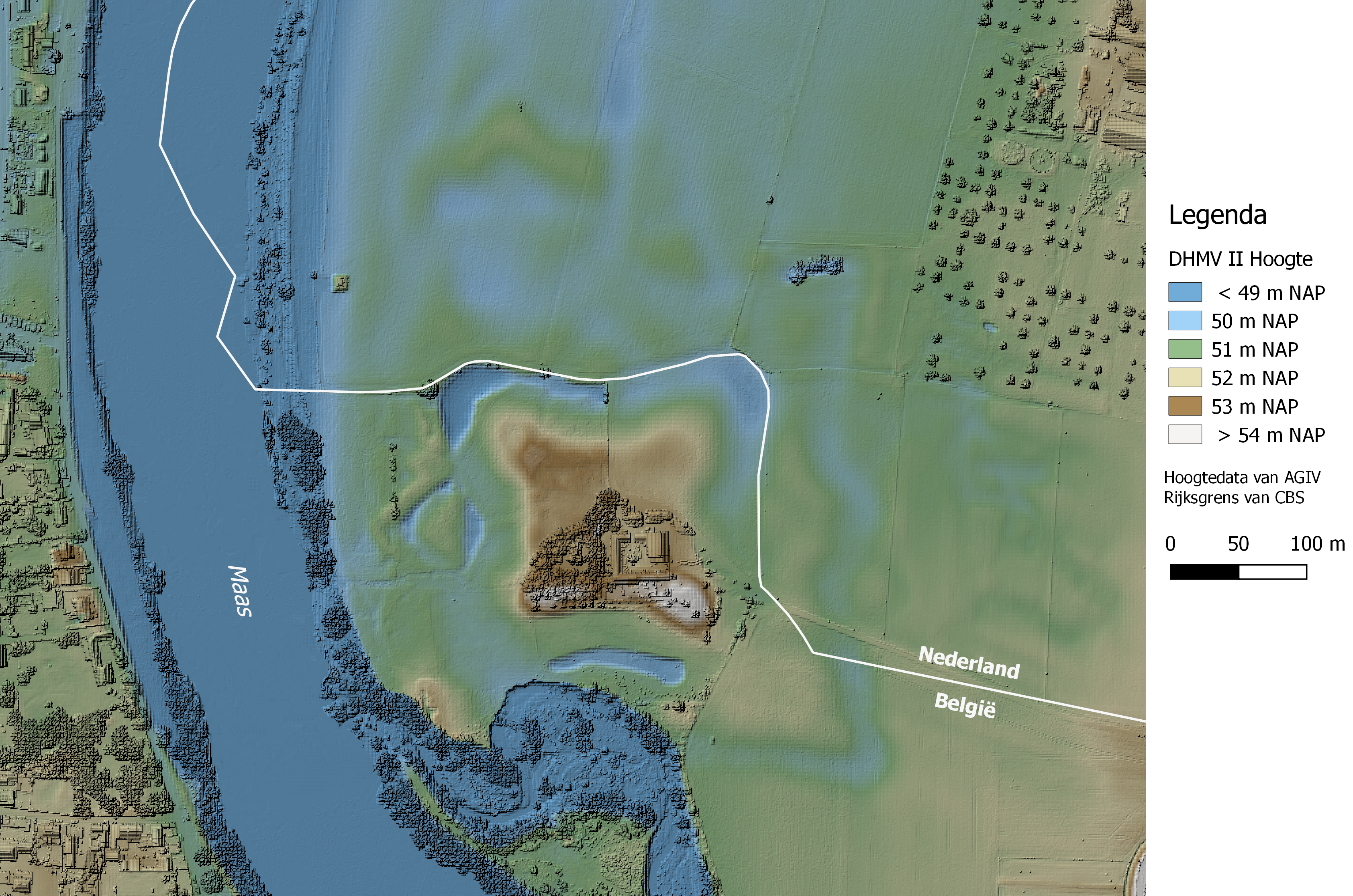
Carte numérique d'élévation du Fort Navagne, 2013. La ligne blanche indique la frontière actuelle.

Au Moyen Âge, la maison des seigneurs Van Elven était située à l'emplacement du fort. Le domaine se trouvait sur le territoire de la seigneurie d'Eijsden, mais les Van Elven étaient seigneurs du village voisin de Mouland.
En 1634, les Espagnols, sous le commandement de Francisco de Moncada, ont confisqué le domaine, des fortifications ont été construites et une garnison y a été postée. En 1648, un tribunal a été créé par les Espagnols. Avec le partage des Pays d'Outremeuse de 1661, Eijsden passe aux mains des États mais le Fort Navagne est alors séparé de la seigneurie et devient espagnol. Le roi de France Louis XIV fit démolir le fort en 1674, mais en 1680 le fort fut reconstruit par les Espagnols. Le fort abritait également un bureau de péage espagnol qui collectait les taxes pour la navigation sur la Meuse. Dans un édit de 1683, le tarif du péage était fixé à "vier-en-twintich stuyvers voor jeder duisent pondt ghewicht voor alle Rechten". En 1702, le fort a été démoli par les habitants de Maestricht et utilisé comme matériau de construction,. Seul ne subsiste alors que la ferme du fort.
Au XVIIIe siècle, un péage a été rétabli par les Autrichiens. Celui-ci a fourni une source lucrative de revenus bien que ceux-ci aient diminué au fil des ans, la Meuse ayant été évitée. Il n'y avait pas moins de 23 péages fluviaux entre Liège et Cuyk. Navagne, Stevensweert et Rurmonde eurent ensemble un revenu de péage de 180 000 florins entre 1693 et 1699, entre 1719 et 1724, ce chiffre était déjà tombé en dessous de 100 000 florins.

### D'Artagnan
Lors du siège de Maestricht, D'Artagnan, en 1673, est atteint par une balle de mousquet à la tête. Il est alors transporté mourant au fort de Navagne tout proche où il mourut,,.

### 20e et 21e siècle
Au XXe siècle, il ne reste plus que la ferme du fort. Celle-ci était habitée par la famille Duijsens de Mouland, ils habitaient Elvenschans lors de la libération en 1944 et avaient cantonné des Allemands. Le restaurant Kasteelhoeve Navagne situé dans la ferme a fermé ses portes en 2012 et celle-ci a ensuite été transformée en un complexe d'appartements privés. Les anciens bastions se trouvent encore en 2016 sous forme d'élévations au niveau du sol autour de la ferme du fort. Depuis le 1er février 2018, "Hoeve De Schans" est officiellement reconnu comme patrimoine architectural de la province du Limbourg. En raison de la sécheresse, les contours  du fort étaient clairement visibles à l'été 2018 en raison de la décoloration du paysage. Les communes de Fourons et d'Eijsden-Margraten envisagent de reconstruire le fort.  
En décembre 2018, deux panneaux ont été placés avec des informations sur l'histoire de la forteresse. Ceux-ci peuvent être utilisés avec une application d'Archeo Route Limburg.

## Photos

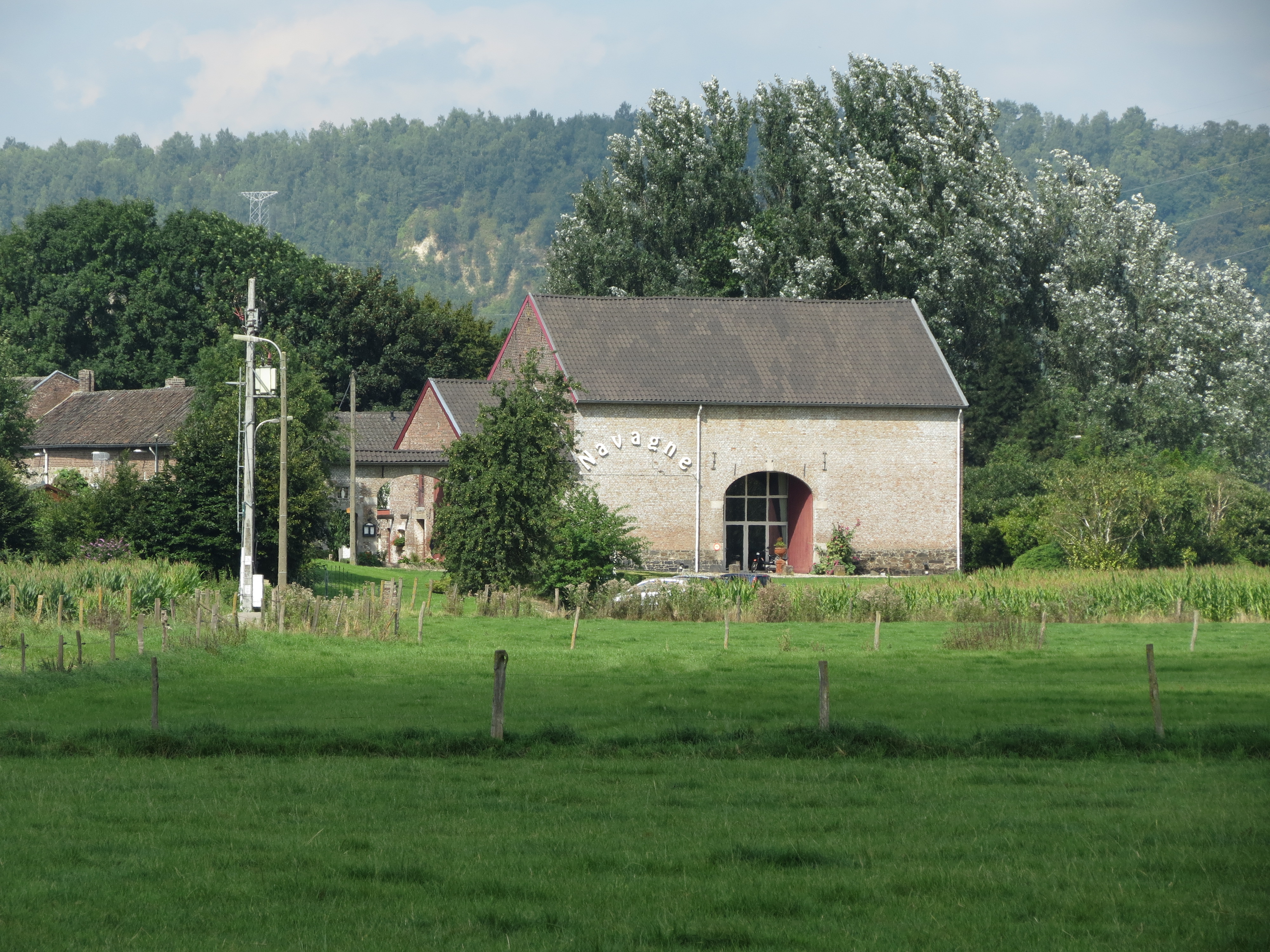
Ferme du château en 2016
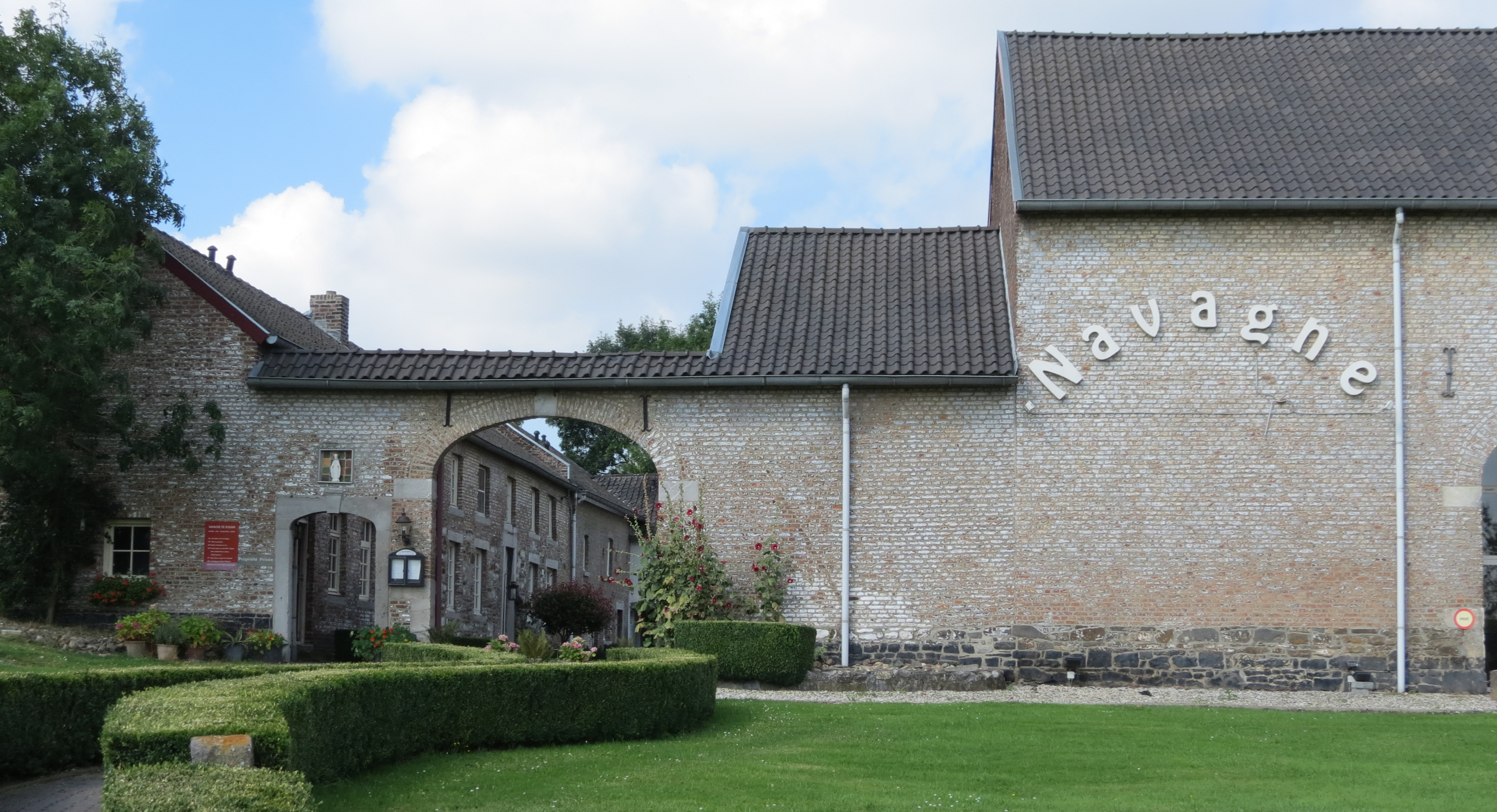
Idem
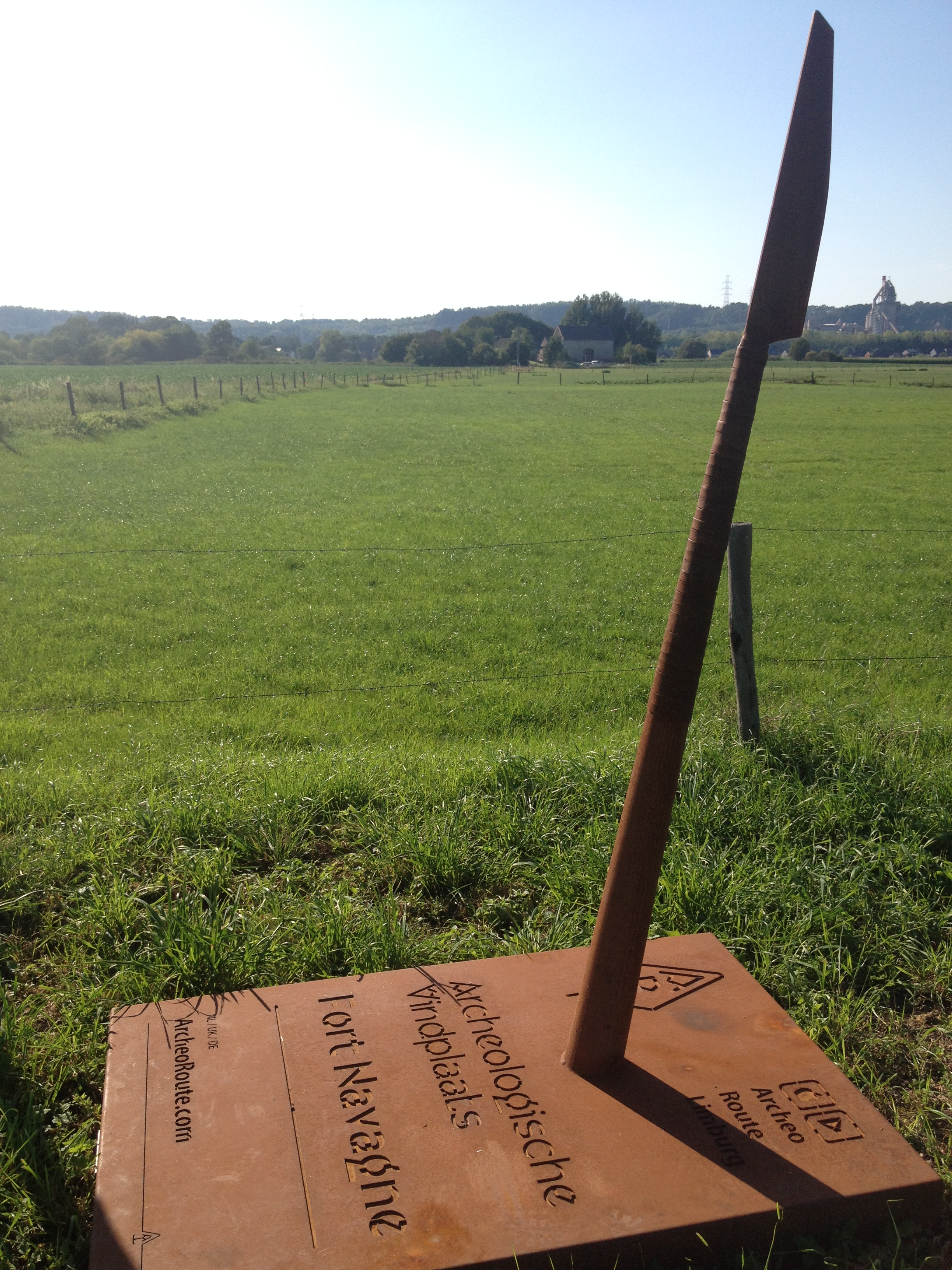
'Fer de lance' de l'application Archeo Route
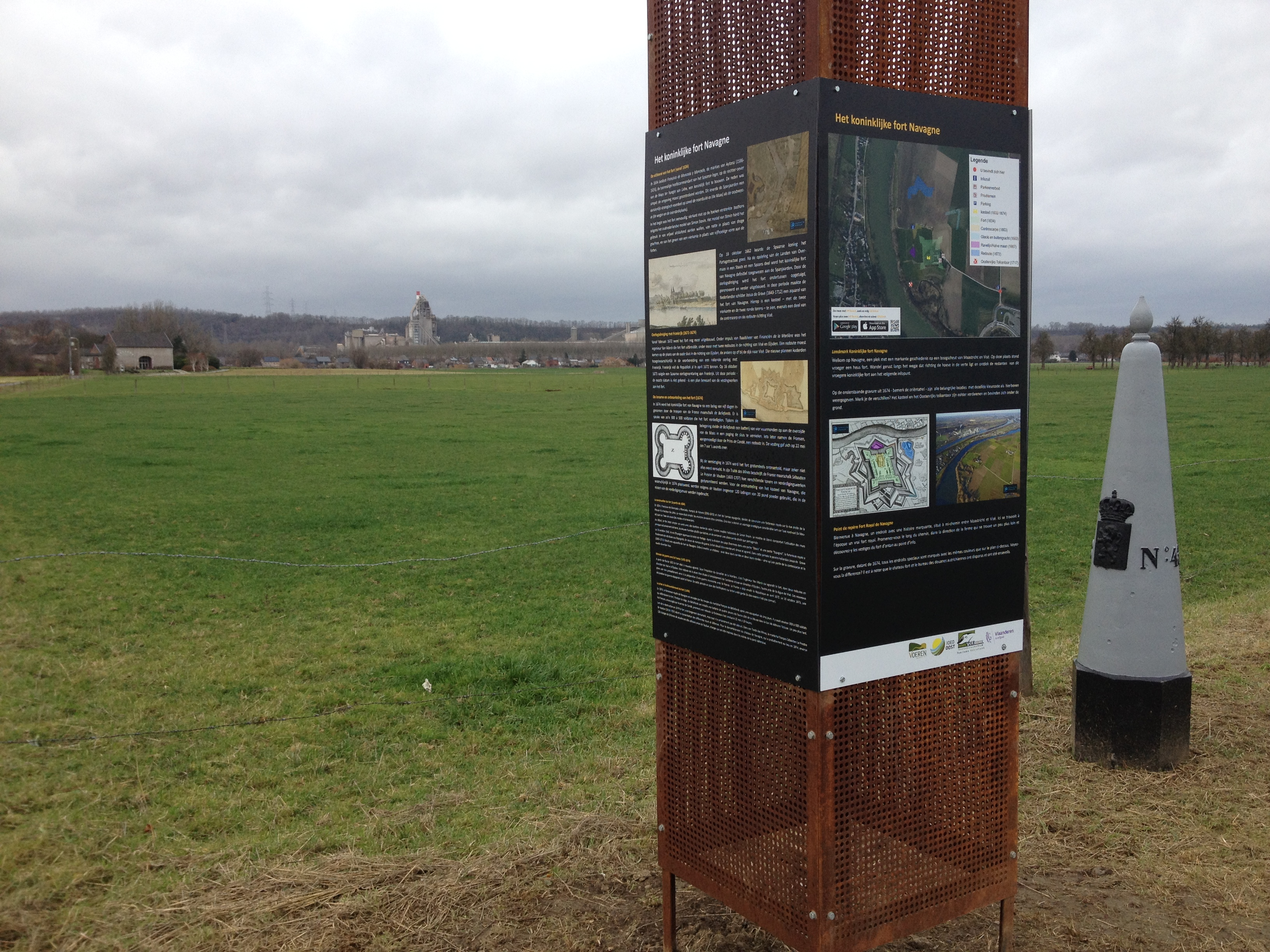
Colonne d'information à côté du poste frontière avec Navagne en arrière-plan
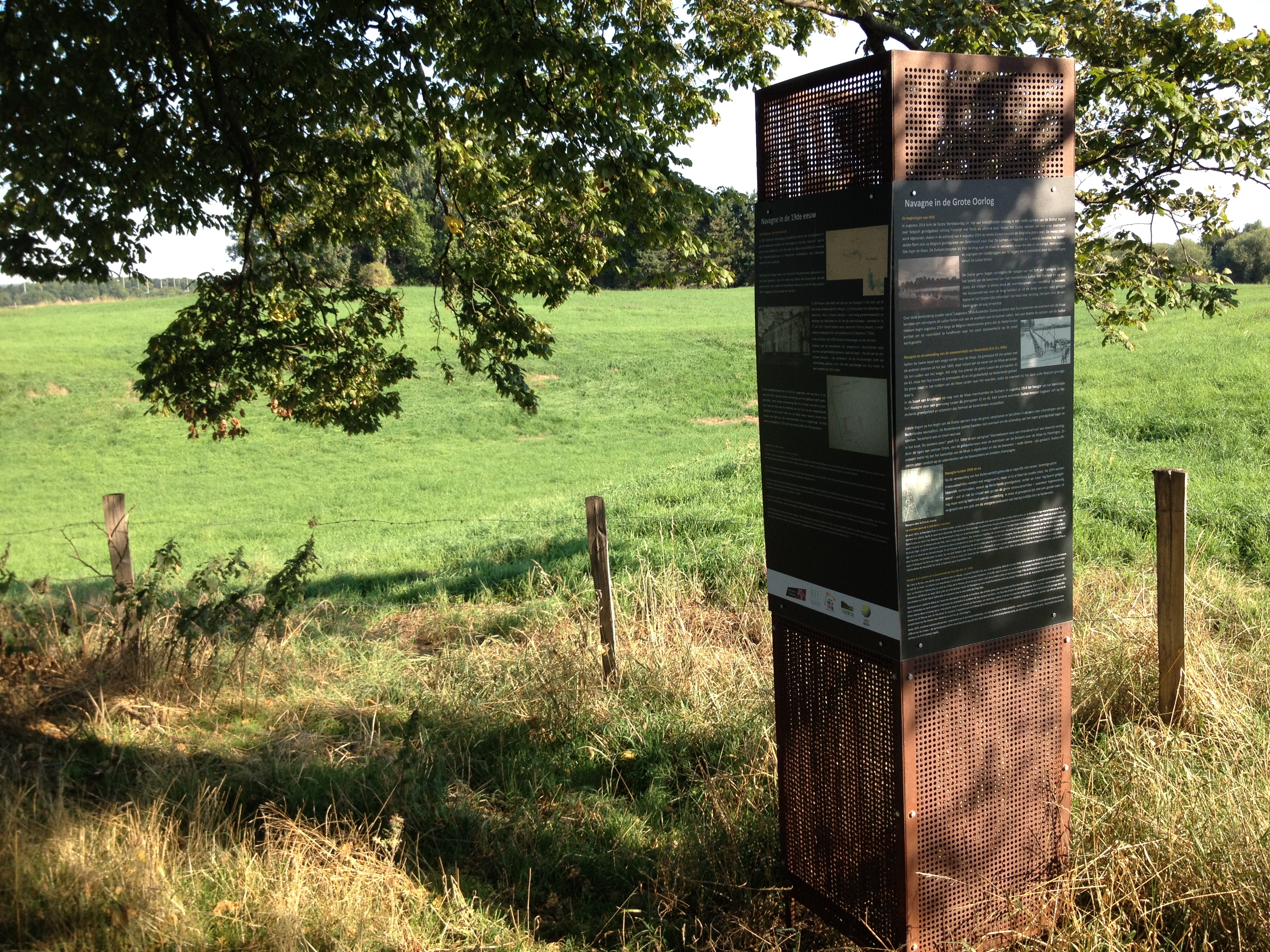
Une autre colonne d'informations